# Carlos Vidal
Carlos Vidal Lepe (24 tháng 2 năm 1902 – 7 tháng 6 năm 1982) là một cựu cầu thủ bóng đá người Chile thi đấu ở vị trí tiền đạo đại diện cho đội tuyển bóng đá quốc gia Chile tại Giải vô địch bóng đá thế giới 1930.

## Bán thắng quốc tế
Chile's goal tally first
| #  | Ngày                | Địa điểm                                     | Đối thủ | Tỷ số | Kết quả | Giải đấu            |
| -- | ------------------- | -------------------------------------------- | ------- | ----- | ------- | ------------------- |
| 1. | 16 tháng 7 năm 1930 | Sân vận động Centenario, Montevideo, Uruguay | México  | 1–0   | 1–0     | 1930 FIFA World Cup |
| 2. | 16 tháng 7 năm 1930 | Sân vận động Centenario, Montevideo, Uruguay | México  | 1–0   | 3–0     | 1930 FIFA World Cup |